# It Takes a Village Idiot, and I Married One
It Takes a Village Idiot, and I Married One (titulado Necesitáis a un tonto del pueblo y yo estoy casada con uno en España y La alcaldesa Lois en Hispanoamérica) es el decimoséptimo episodio de la quinta temporada de la serie Padre de familia emitido el 13 de mayo de 2007 a través de FOX.
El episodio está escrito por Alex Borstein y dirigido por Zac Moncrief. Las críticas recibidas en cuanto al argumento y las referencias culturales fueron dispares. Según la cuota de pantalla Nielsen fue visto por 7,21 millones de televidentes.
La trama se centra en Lois, quién indignada por la actitud del Alcalde Adam West, decide presentarse a la alcaldía del ayuntamiento para combatir la corrupción política hasta que termina sucumbiendo al poder.

## Argumento
Los Griffin deciden pasar las vacaciones en la cabaña de Quagmire. Aprovechando que el lago Quahog está a pocos pasos deciden darse un baño, sin embargo pronto sienten una sensación extraña hasta que se les empieza a caer el pelo a causa de los vertidos tóxicos procedentes de una refinería de petróleo justo al otro lado. Por otro lado, Lois se indigna cuando al presentar una queja en el ayuntamiento, el Alcalde West admite que les concedió permiso a cambio de aceite para su cabello, por lo que decide presentarse como candidata a la alcaldía en las próximas elecciones.
Con la ayuda de Peter, Lois trata de ganarse la confianza de los votantes, sin embargo los resultados dejan que desear: va por detrás en las encuestas y los ciudadanos de Quahog solo responden afirmativamente a las absurdas palabrerías del alcalde mientras que Lois aborrece a los votantes. Tras seguir un consejo de Brian, Lois empieza a recurrir a tácticas similares y controvertidos de manera trillada como el terrorismo en la política o Jesucristo haciéndose así con la alcaldía.
Tras tomar posesión de su asiento, Lois decide limpiar el lago para empezar, pero cuando es abucheada por la opinión pública tras anunciar una subida de impuestos, recurre al "miedo" para llevar a cabo sus funciones. Sin embargo empieza a abusar de su cargo cuando recurre al dinero del contribuyente para comprarse caprichos recibiendo los reproches de Brian. Por otro lado, Peter también saca provecho de la situación y recurre a los hilos con su mujer para redirigir la electricidad e intentar resucitar el cuerpo de Jim Varney provocando así apagones eléctricos. En cuanto a Lois, el desfalco que lleva a cabo no parece tener límites cuando pretende comprar un abrigo de piel, sin embargo es incapaz de saldar la compra hasta que el presidente de la compañía petrolífera accede a comprárselo por su cuenta a cambio de que le de vía libre a la empresa para volver a verter el petróleo al lago. Al cabo de pocos días comprende el error que ha cometido al venderse y dimite de su cargo regresando West a la alcaldía.

## Producción
El episodio fue escrito por Alex Borstein bajo el pseudónimo de "a.bo", y dirigido por Zac Moncrief. La trama está ligeramente basada en un monólogo realizado por la actriz titulado Women and Jews: Why We'll Never Be President. Mientras estaba con su función declaró: "tuve el sueño de que si una mujer llegase a presidenta, no habría corrupción. Vaya mierda de sueño". Borstein mencionó el capítulo como un "homenaje a Hillary Clinton". Por otro lado, el equipo de guionistas disfrutaron de la elaboración del argumento al igual que Borstein y Cherry Chevapravatdumrong respecto al libro de memorias sobre el capítulo en sí. La escritora y guionista del episodio se refirió al libro como "una obra para reírse de las memorias de Clinton It Takes a Village".
Gary Newman, presidente de 20th Century Fox colaboró en el capítulo al prestar su voz a uno de los personajes de la rueda de prensa de Lois. Tras la cancelación de la serie en 2002, fue el responsable de que la serie se volviera a emitir. Aparte del reparto habitual, también prestan sus voces a sus respectivos personajes: Keith Ferguson, Carrie Fisher, Masam Holden, Don Most y el comentarista político Keith Olbermann.